# 損金
損金（そんきん）とは、法人税法第22条第3項において定められた、課税所得を導出するための基礎となる法人税法上の固有概念であり、資本等の取引によるものを除いた法人の資産の減少をきたす原価・費用・損失の額とされる。損金とは、原則としてすべての原価、費用と損失を含む広い概念として捉えられるものである。

## 概要
法人税法における法人の課税所得に関する基本構造は、法人税法第22条（各事業年度の所得の金額の計算）第1項において、「内国法人の各事業年度の所得の金額は、当該事業年度の益金の額から当該事業年度の損金の額を控除した金額とする。」と規定されている。つまり、法人税法における法人の課税所得は、益金の額から損金の額を差し引いた結果の額である。益金及び損金という法的概念を明確に定義することによってはじめて演繹的に、法人税法における法人の課税所得を明確に定義することができるので、重要な概念である。
法人税法第22条第3項では、損金の額の所得金額計算上の事業年度への法的な帰属時期と損金の額の内容に関する事項を規定している。この規定では損金について、「別段の定め」を除くほかは、当該事業年度の損金に算入すべきものとして、原価・費用・損失の次の3つを挙げている。損金の額は、これら原価・費用・損失の額の全部の合計としての総称の意味を持つ。
- 第一号　当該事業年度の収益に係る売上原価、完成工事原価その他これらに準ずる原価の額
この規定において原価の額とは、収益と個別に対応して計算することのできる費用収益対応の原則によって関係付けられた収益の直接の犠牲となった支出をいう。例示すれば、たな卸資産の売上原価、製造原価、完成工事原価、固定資産の譲渡原価等である。

- 第二号　当該事業年度の販売費、一般管理費その他の費用（償却費以外の費用で当該事業年度終了の日までに債務の確定しないものを除く。）の額
この規定における費用とは、個別的に費用収益を対応させることができない費用としての期間対応の原則による費用の額をいう。「その他の費用」には、割引料、支払利息等のいわゆる営業外費用が含まれる。
なお、この規定において「償却費以外の費用で当該事業年度終了の日までに債務の確定しないものを除く。」として、償却費を除外しているのは、減価償却費は債務の確定という問題が生じないためで、それ以外の費用は「債務の確定」という法的な判定基準が必要となるからである。

- 第三号　当該事業年度の損失の額で資本等取引以外の取引に係るもの
法人が意図しないで不可避的に生じた支出や法人が事業遂行上の必要上生じた資産の損失をいう。例示すれば、風水害、盗難等の偶発的な事故によって生じた滅失損やその他貸倒による売掛金の喪失、消滅時効の完成による債権の消滅等である。

## 費用計上の帰属時期の法的基準（債務確定主義）
法人税法では、益金における権利確定主義とともに、費用の帰属事業年度を決定する法的基準となる債務確定主義が採用されている。
法人税法第22条第3項第2号にいう「債務の確定」とは、当該事業年度終了の日までに費用に係わる債務が成立し、金額が確定していること、あるいは当該事業年度終了の日までに金額を合理的に算定できることを要件とする。なお、債務が成立するためには、かかる法律効果の発生原因たる法律要件（契約等）の存在することを要する。
なお、この概念に対して、会計学上の発生主義がある。

## 費用性の判定基準
損金のうちの費用に該当するかどうかの判定基準は、取引自体の「費用性」にある。「費用性」を認められるためには、所得税法の場合と同様に、通常性の要件を満たす必要は無く、必要性の要件を満たしていれば十分であると解される。よって、「通常かつ必要な経費」である必要はなく、「必要な経費」であれば、不法・違法な支出であってもそれが利益を得るために直接に必要なものである限り費用として容認されるべきである。ただし、架空な経費を計上して所得を秘匿するために要した支出は、収益のための犠牲となった費用とはいえず、これは損金には該当しない。

## 損金経理
法人税法及び租税特別措置法は、一定の支出及び損失について、損金経理を条件として損金の額に算入することができるとしている。損金経理とは、法人がその確定した決算において、原価、費用または損失としてそれらの額を経理することをいう。

## 企業会計等における費用・損失と損金のうちの費用・損失との関係
いわゆる借用概念については、租税法自身において特別に文言の定義を定めない限り、特に密接に関連・結合している民法・商法等の取引法を含むその他の法令で用いた法文の意義と同一に解して、法全体の秩序と調和するように解釈しなければならない。これに加えて、法の根底には、事実たる慣習の尊重、社会通念、一般常識を基礎とする条理が存在している。
損金を規定した法人税法第22条第3項は、その各号の規定において会計上の用語を借用概念として用いているが、これがすなわち、そのまま会計上の費用あるいは損失を意味するものではない。法人税法第22条第3項に定められた損金たる原価・費用・損失は、それらが租税法としての法人税法に取り込まれた以上は、租税法律主義の明確性の原則から、これを法的な視角から捉えなければならない。会計上の費用が直ちに法人税法上の損金のうちの費用となるのではない。
従って、例えば支払利息についても、法人税法第22条第3項第2号にいう「債務の確定」の要件たる「当該事業年度終了の日までに費用に係わる債務が成立し、金額が確定していること、あるいは当該事業年度終了の日までに金額を合理的に算定できること、そして、債務が成立するための発生原因たる法律要件（契約等）が存在すること」という法的な基準を充足することによって、この費用を法的な視点から客観的に把握することが可能となり、これを損金のうちの費用として計上することができるものと解すべきである。当該費用が、会計上において支払利息として経理されているという事実をもって、これを損金のうちの費用として捉えてはならない。あくまでも、法的な視角から損金を構成する原価・費用・損失を捉えるのである。つまり、会計上の費用・損失の存在と法人税法上の損金たる費用・損失という概念は、それぞれ独立して別個に存在するものである。よって、会計上の費用・損失と法人税法上の損金たる費用・損失は、本質的に異なるものであるから、これら両者の差異を見いだしてそれを意義付けるという関係にはない。

## 参考条文
第二十二条（各事業年度の所得の金額の計算）第三項
　内国法人の各事業年度の所得の金額の計算上当該事業年度の損金の額に算入すべき金額は、別段の定めがあるものを除き、次に掲げる額とする。 
一 　当該事業年度の収益に係る売上原価、完成工事原価その他これらに準ずる原価の額 
二 　前号に掲げるもののほか、当該事業年度の販売費、一般管理費その他の費用（償却費以外の費用で当該事業年度終了の日までに債務の確定しないものを除く。）の額 
三 　当該事業年度の損失の額で資本等取引以外の取引に係るもの 